# 鬼の窟古墳 (壱岐市)
鬼の窟古墳（おにのいわやこふん）は、壱岐市芦辺町国分本村触にある古墳。形状は円墳。壱岐古墳群（国の史跡）を構成する古墳の1つ。

## 概要
| 古墳名     | 形状       | 規模         | 築造時期  |
| ---------- | ---------- | ------------ | --------- |
| 対馬塚古墳 | 前方後円墳 | 墳丘長63m    | 6c後半    |
| 双六古墳   | 前方後円墳 | 墳丘長91m    | 6c後半    |
| 笹塚古墳   | 円墳       | 直径66m      | 6c後半-末 |
| 兵瀬古墳   | 円墳       | 直径54m      | 6c後半-末 |
| 掛木古墳   | 円墳       | 直径18-22.5m | 6c後半-末 |
| 鬼の窟古墳 | 円墳       | 直径45m      | 6c後半-末 |

壱岐島中央部のなだらかな尾根状丘陵上（標高約100メートル）に築造された古墳である。江戸時代後期にはすでに石室が開口し、1936年（昭和11年）・1970年（昭和45年）・1989年（平成元年）に石室実測調査が実施されているほか、1953年（昭和28年）に発掘調査が実施されている。
墳形は円形で、直径45メートル・高さ約13.5メートルを測る。埋葬施設は両袖式の横穴式石室で、南方向に開口する。玄室・中室（第1前室）・前室（第2前室）・羨道からなる3室構造で、石室全長16.5メートルを測る大型石室であり、石室の石材には玄武岩の巨石が使用される。石室内の調査では、副葬品として鉄鏃・須恵器・土師器・新羅土器などが検出されている。築造時期は、古墳時代後期の6世紀後半-末頃（IIIB-IVA型式期）と推定され、7世紀代を通じた追葬が想定される。
古墳域は2009年（平成21年）に国の史跡に指定されている（史跡「壱岐古墳群」のうち）。

## 遺跡歴
- 天保12年（1841年）完成の『甲子夜話』に墳形・石室の実測図の記載[3]。
- 文久元年（1861年）完成の『壱岐名勝図誌』に古墳のスケッチ・法量の記載[4]。
- 1936年（昭和11年）、石室実測調査（京都大学、未報告）。
- 1953年（昭和28年）、発掘調査（東亞考古学会、2018年に報告）[2]。
- 1961年（昭和36年）11月24日、長崎県指定史跡に指定。
- 1970年（昭和45年）、石室実測調査（九州大学、1980年の論考に石室実測図掲載）[2]。
- 1972年（昭和47年）、石室羨道の天井石の亀裂にあたり鉄柱・コンクリートによる補強。
- 1987年（昭和62年）8月、台風12号で羨道開口部右側壁が崩壊[2]。
- 1989年（平成元年）、石室修復および墳丘測量・石室清掃・石室実測調査（芦辺町教育委員会、1990年に報告書刊行）[4]。
- 2009年（平成21年）2月12日、国の史跡に指定（史跡「壱岐古墳群」のうち）。

## 埋葬施設

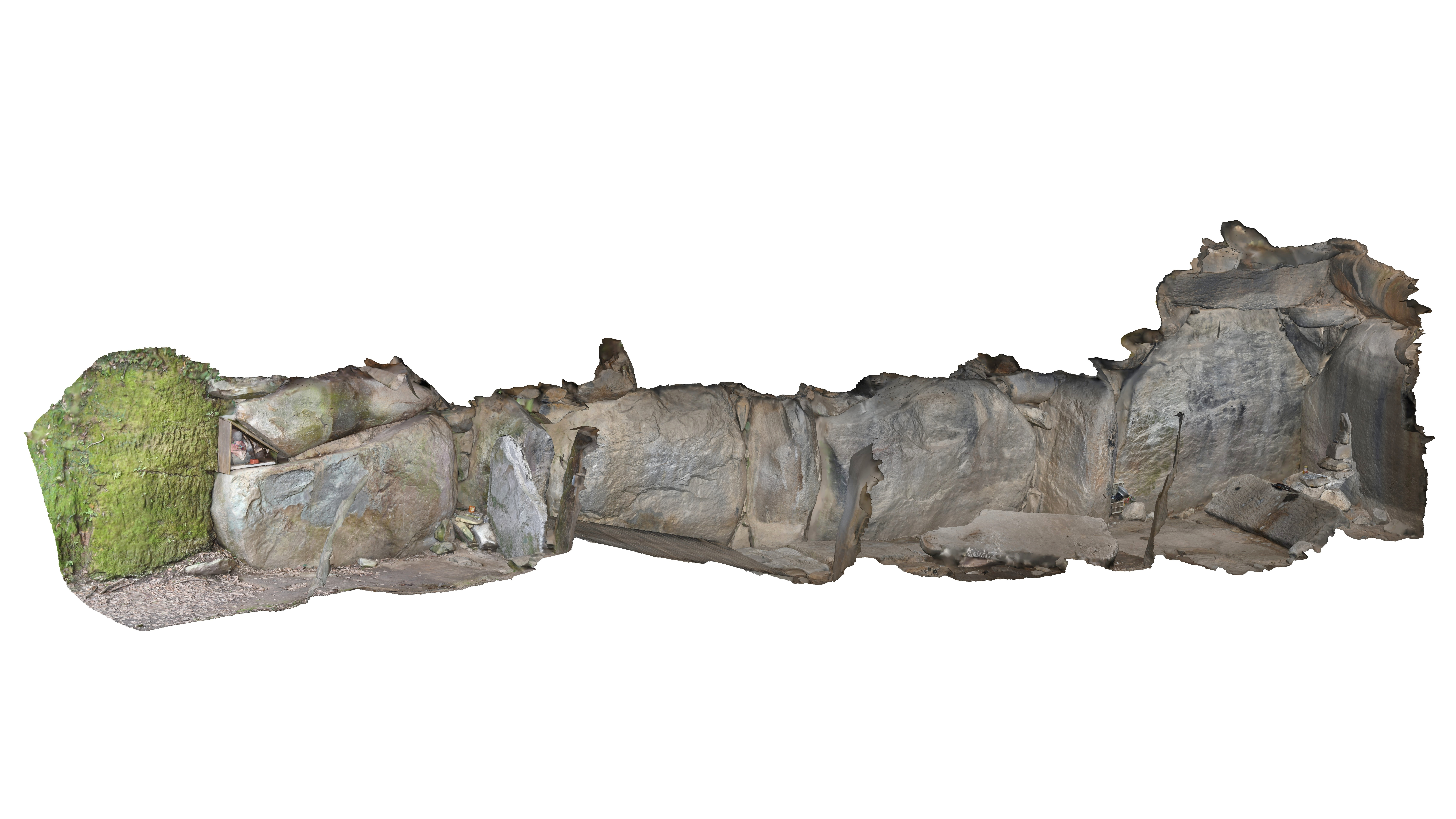
石室俯瞰図

石室展開図

埋葬施設としては両袖式横穴式石室が構築されており、南方向に開口する。玄室・中室（第1前室）・前室（第2前室）・羨道からなる3室構造の石室である。石室の規模は次の通り。
- 石室全長：16.5メートル
- 玄室：長さ3.2メートル、幅3メートル、高さ3.3メートル
- 中室（第1前室）：長さ4.1メートル、幅2.4メートル、高さ1.75メートル
- 前室（第2前室）：長さ4.1メートル、幅2メートル、高さ1.9メートル
- 羨道：長さ5.1メートル、幅1.8メートル、高さ1.8メートル
- 開口部：幅1.9メートル、高さ2.4メートル

石室の石材には玄武岩の自然石の巨石が使用される。玄室の平面形は正方形に近い方形で、中室・前室の平面形は羽子板状の長方形である。中室・前室・羨道はほぼ同じ高さである。石室の床面には前面に敷石を施す。前室の前面の閉塞石は1953年（昭和28年）に復元されている。
玄室内には長さ2.55メートル・幅0.75メートル・厚さ0.13メートルの長方形の板石が遺存しており、組合式箱式石棺の部材とみられる。現在は奥壁前面に不動像が安置される。
1953年（昭和28年）の石室内の調査では、須恵器・土師器・半島系土器（新羅土器）・鉄器類（鏃）が検出されている。そのほか、記録には「鉄製鏡板」・「鉄地鍍金の鍔金具らしきもの」が見えるが、現在は所在不明のため詳らかでない。また1989年（平成元年）の調査では、須恵器・新羅土器が検出されている。

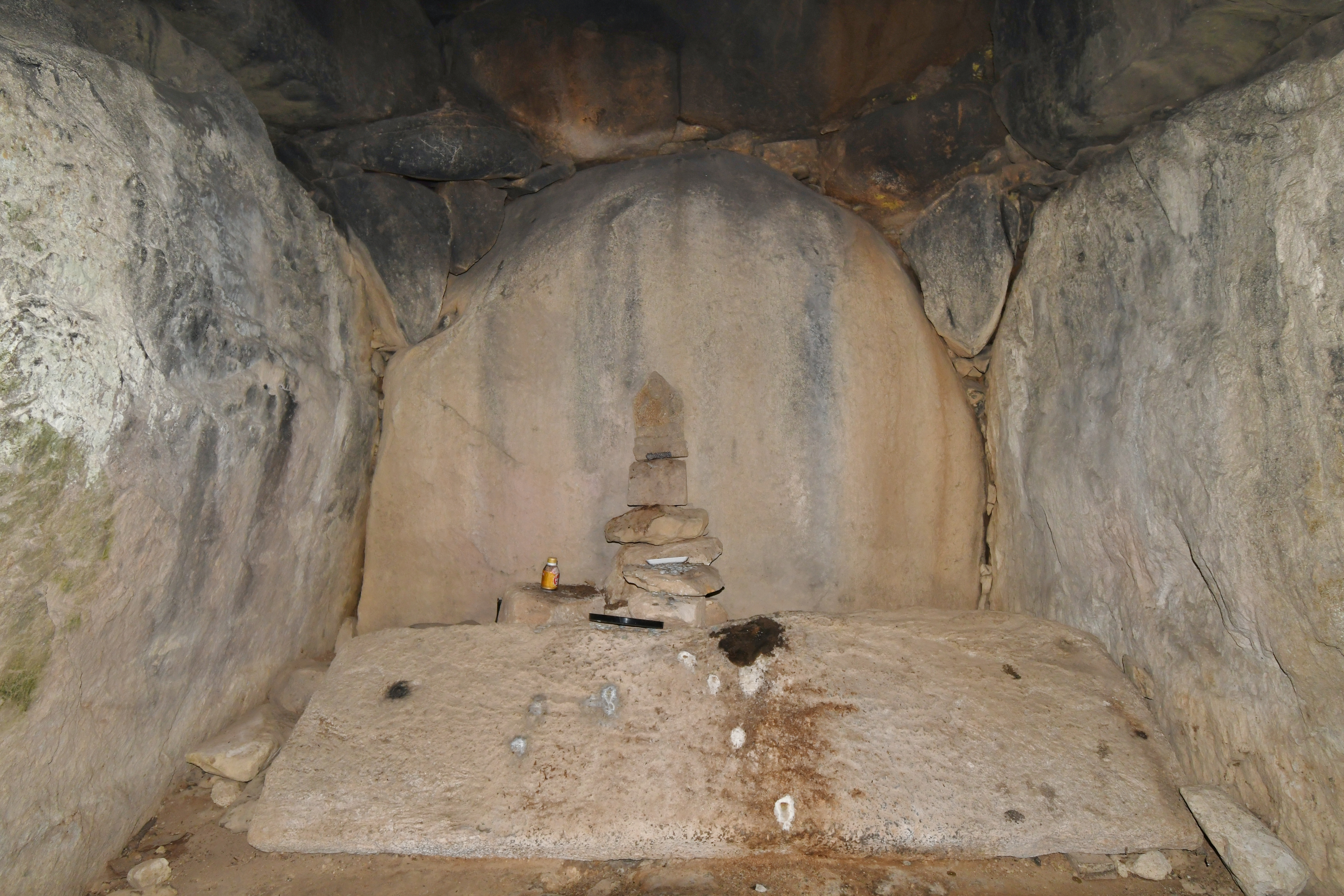
玄室（奥壁方向）
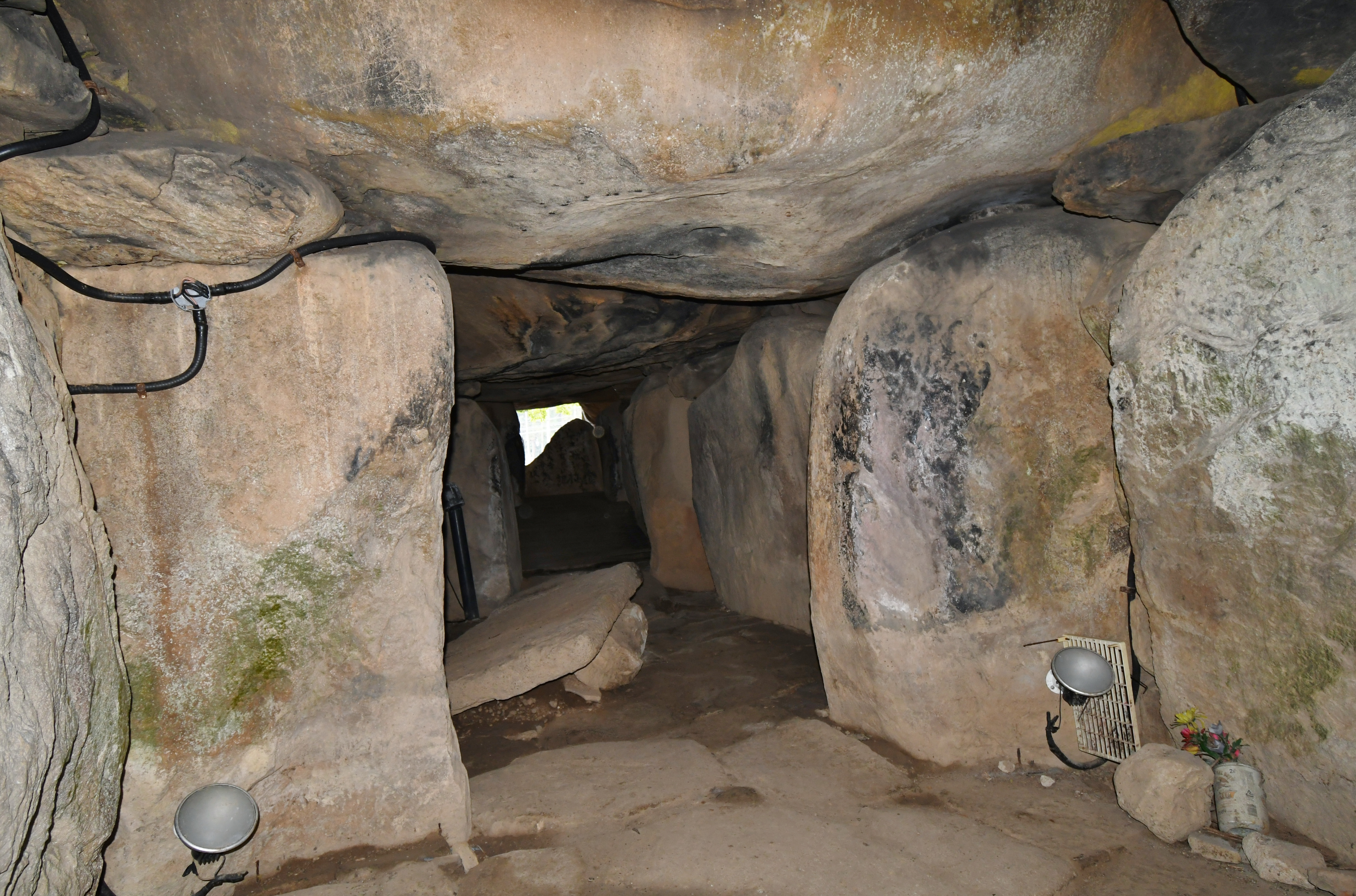
玄室（開口部方向）
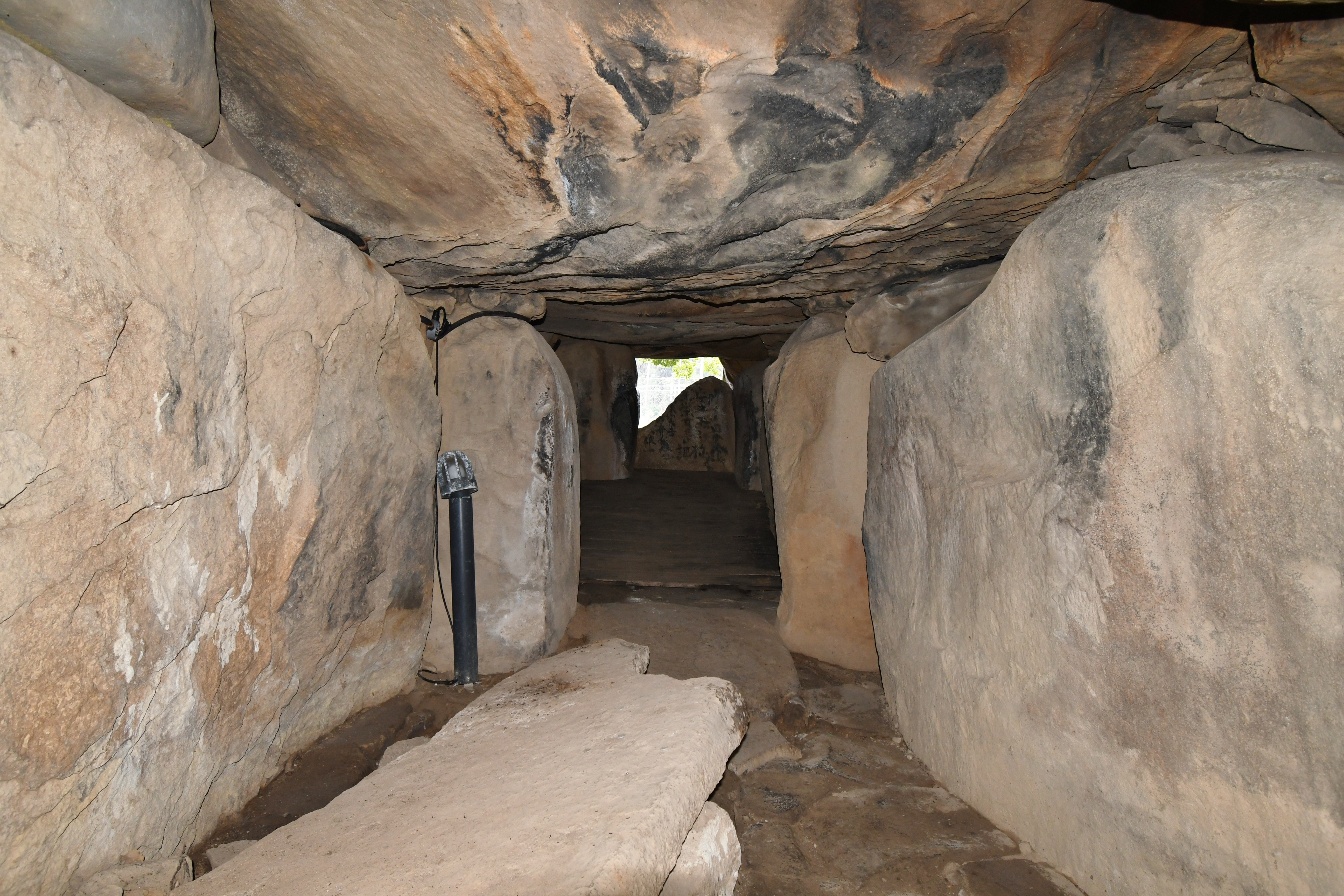
中室（開口部方向）
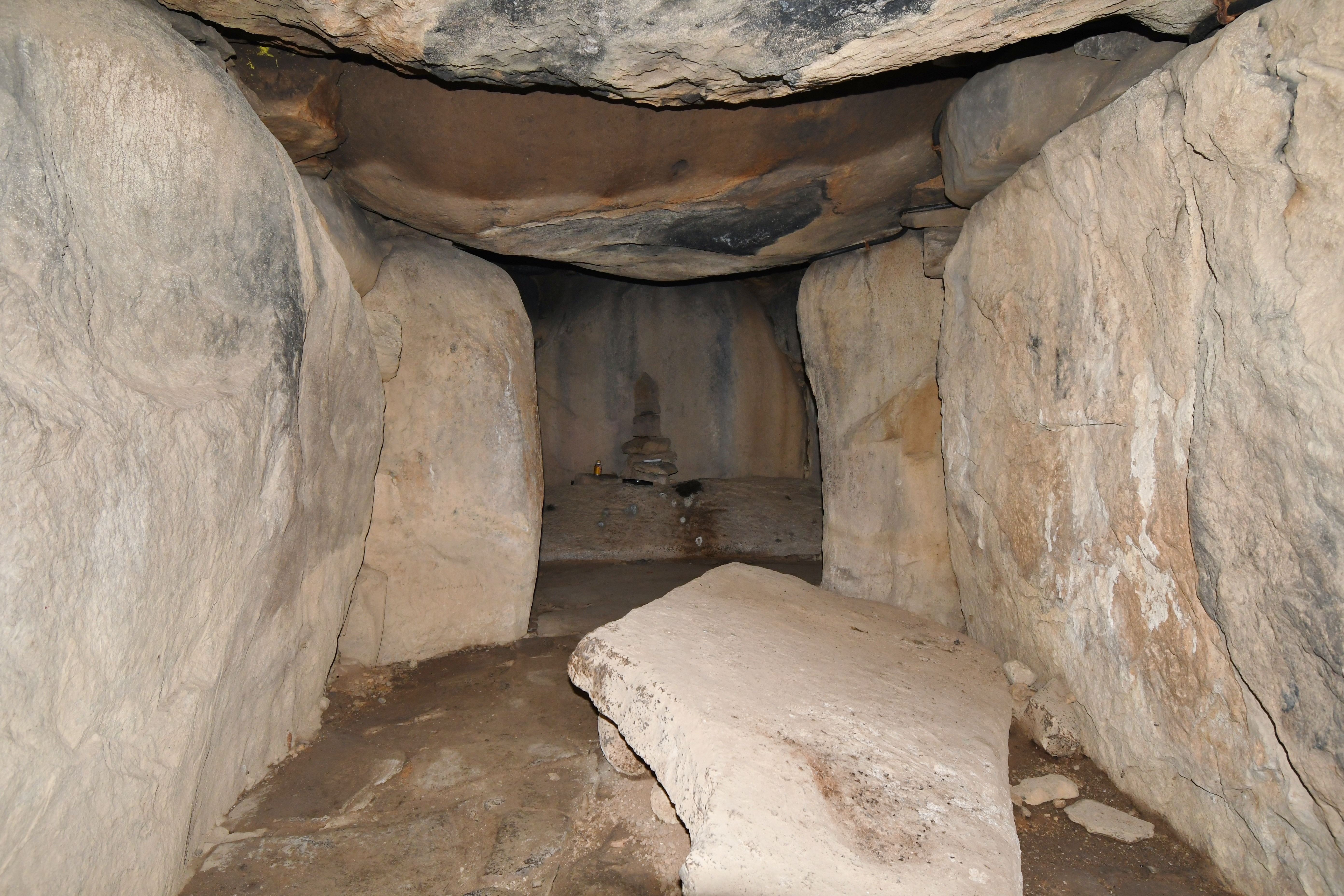
中室（玄室方向）
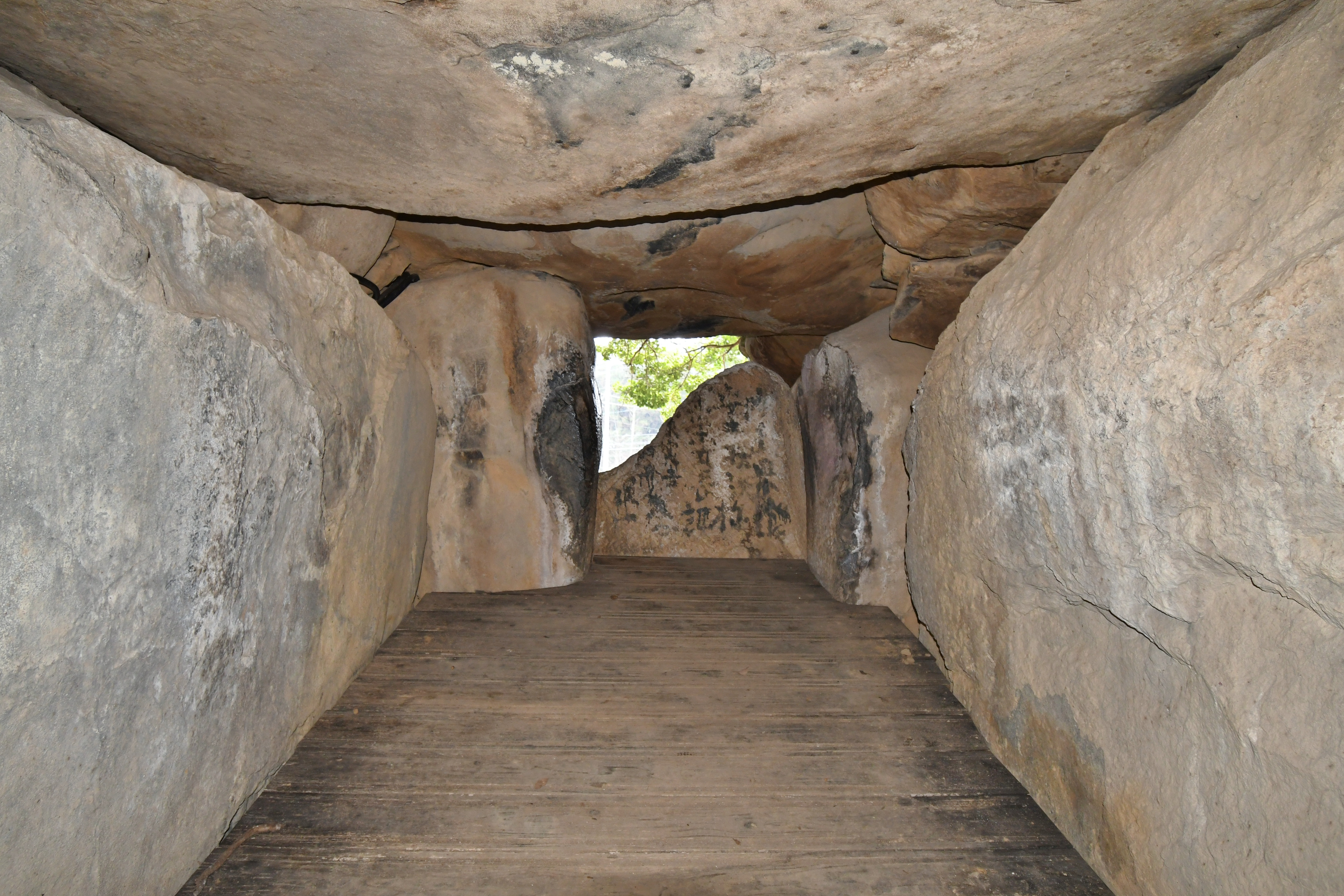
前室（開口部方向）
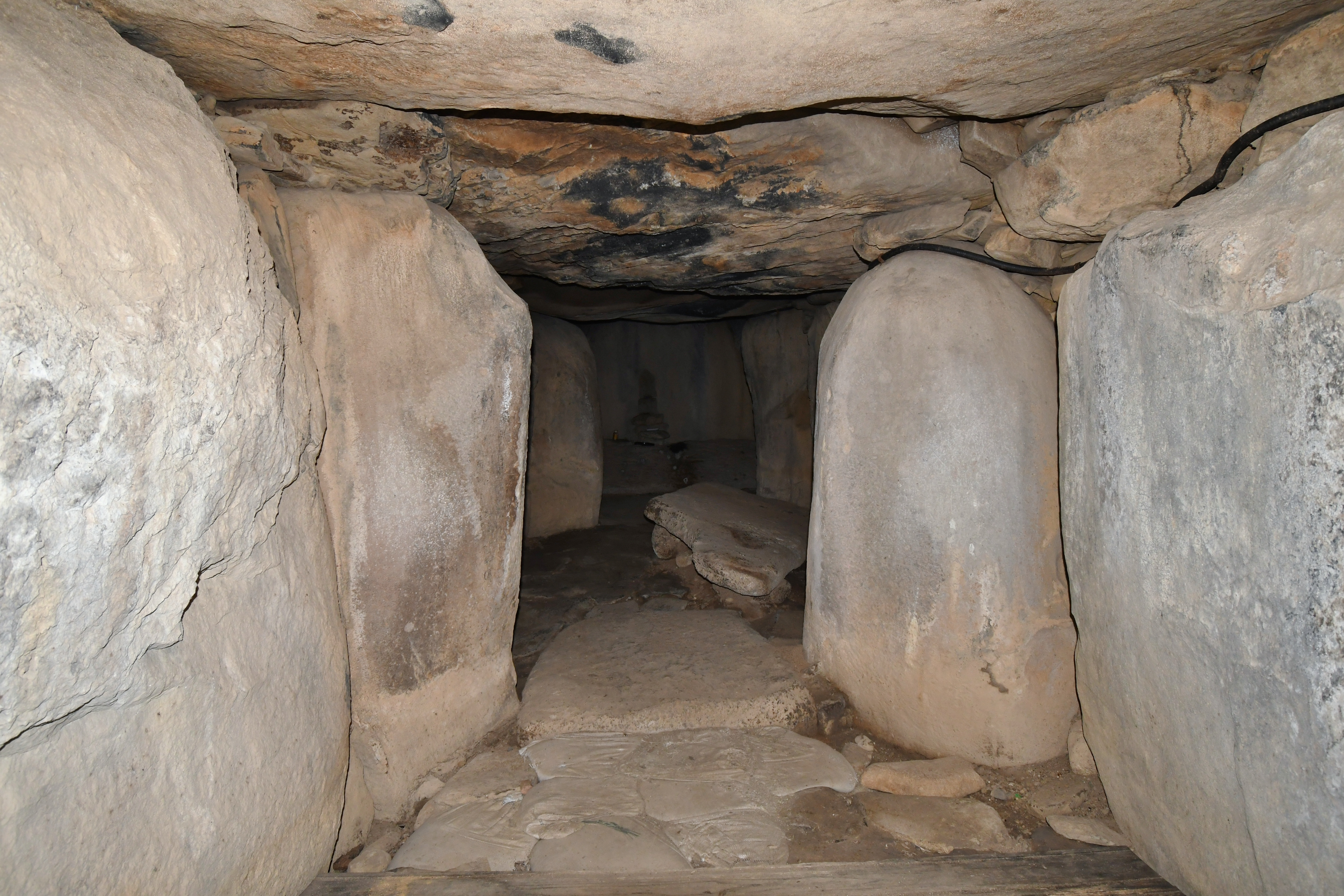
前室（玄室方向）
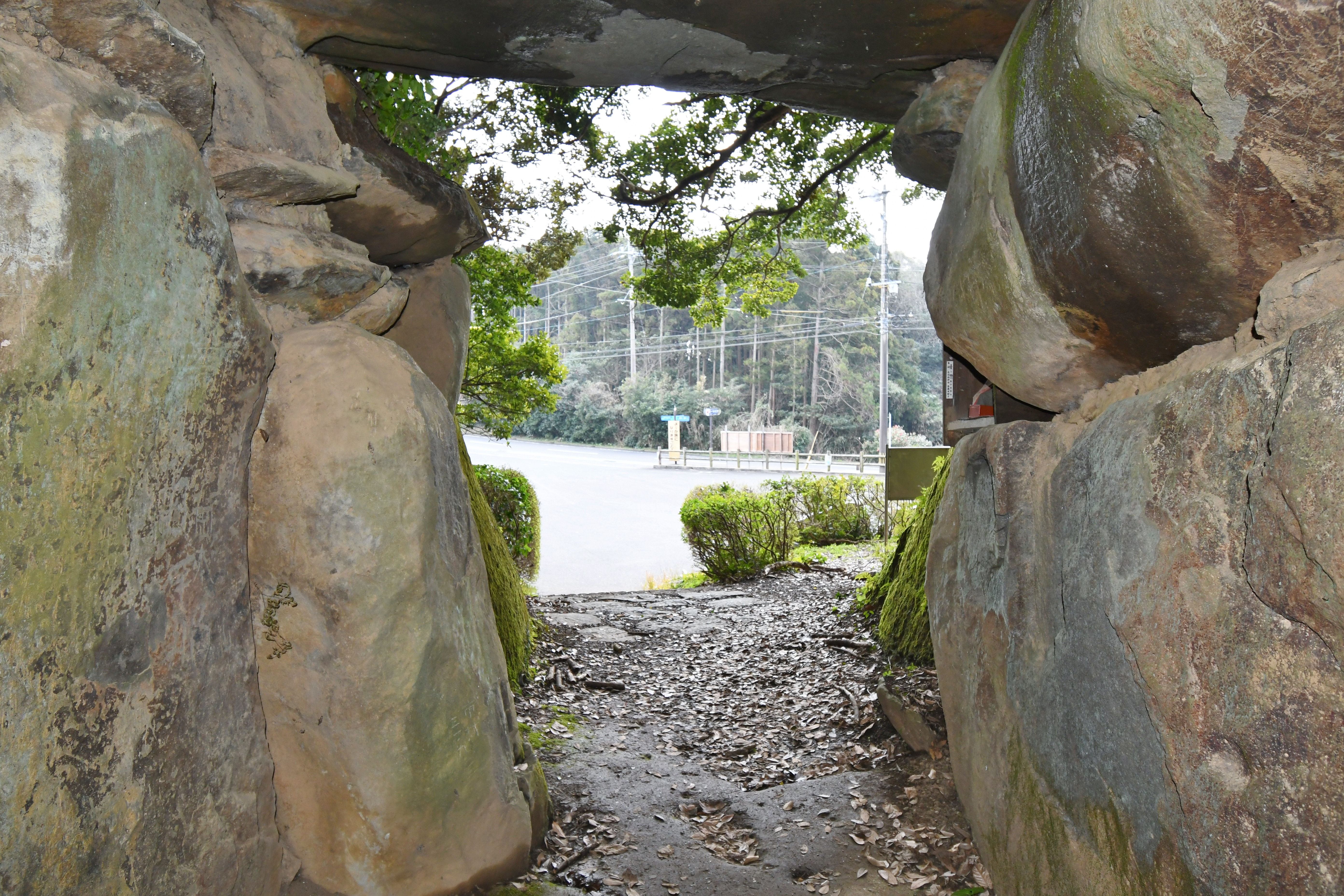
羨道（開口部方向）
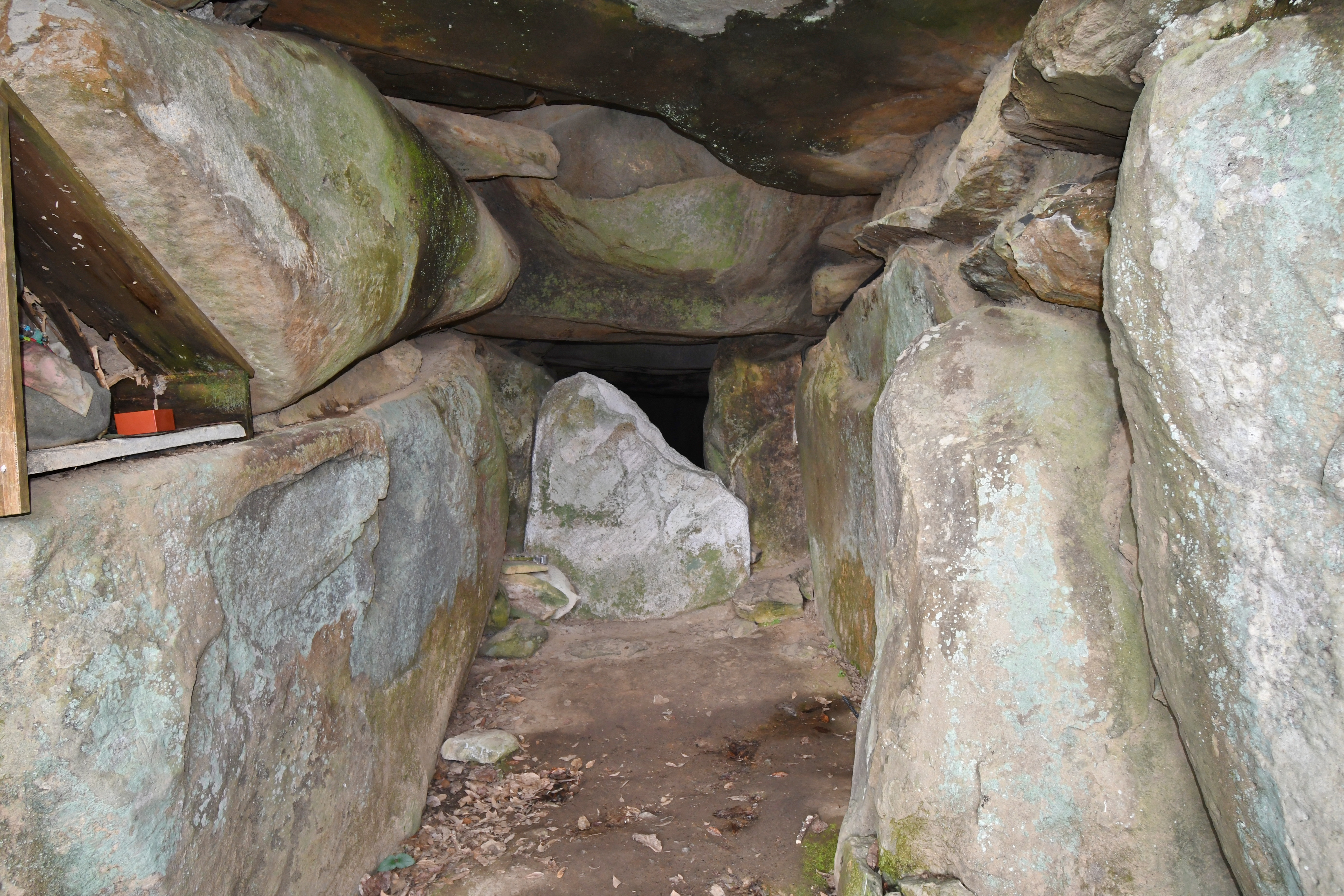
羨道（玄室方向）
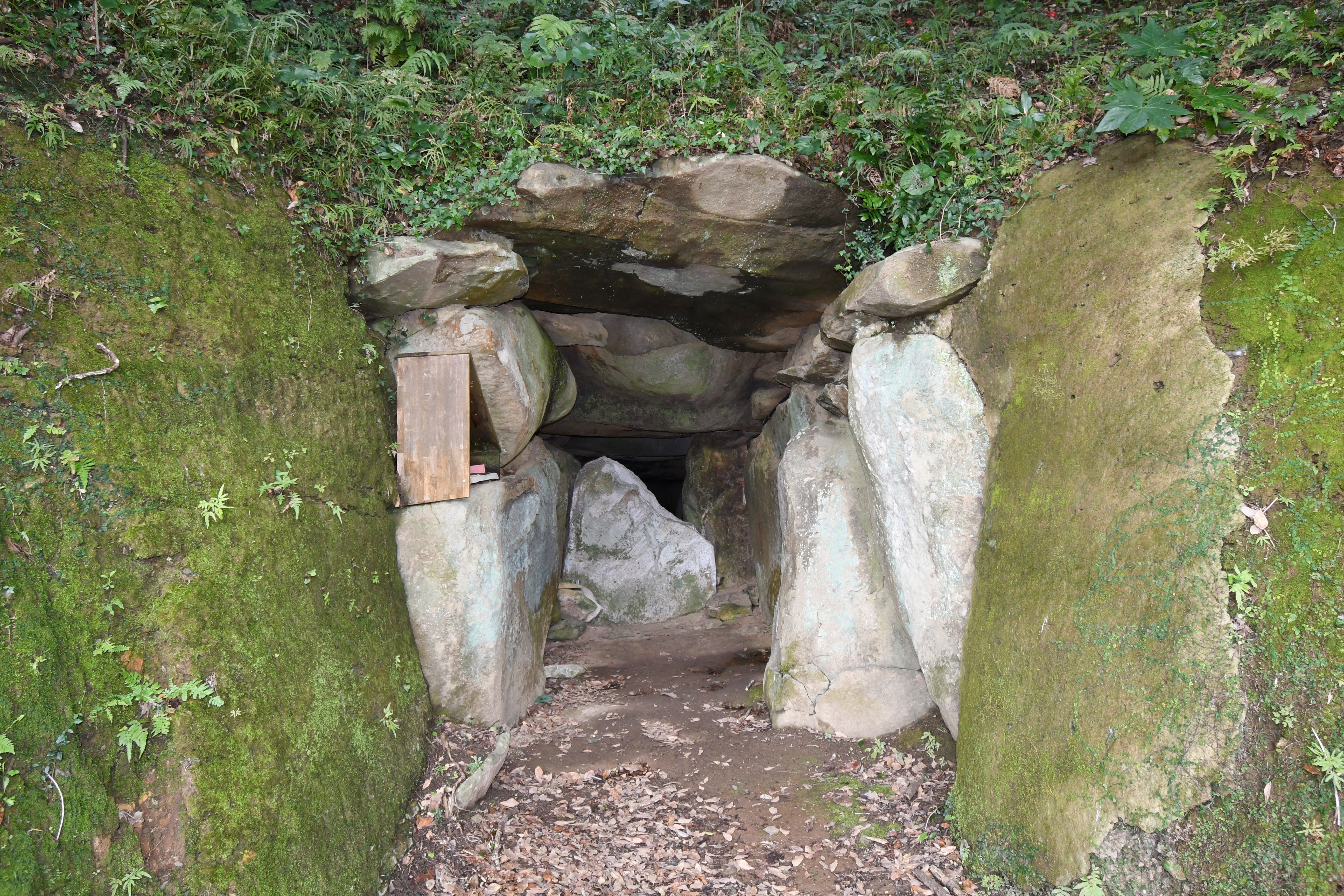
開口部

## 関連施設
- 壱岐市立一支国博物館（壱岐市芦辺町深江鶴亀触）

## 関連文献
（記事執筆に使用していない関連文献）
- 小田冨士雄「対馬・壱岐の古墳文化」『東アジアにおける日本古代史講座2』学生社、1980年。